# 41 Волос Вероники
41 Волос Вероники (лат. 41 Comae Berenices), HD 113996 — тройная звезда в созвездии Волос Вероники на расстоянии приблизительно 379 световых лет (около 116 парсек) от Солнца. Видимая звёздная величина звезды — +4,782m. Возраст звезды определён как около 4,51 млрд лет.

## Характеристики
Первый компонент — оранжевый гигант спектрального класса K5III, или K5. Масса — около 2,352 солнечной, радиус — около 36,528 солнечного, светимость — около 373,506 солнечной. Эффективная температура — около 3982 K.
Второй компонент — коричневый карлик. Масса — около 63,2 юпитерианской. Удалён в среднем на 1,989 а.е..
Третий компонент. Орбитальный период — около 2807,8 суток (7,687 года).

## Планетная система
В 2017 году группой астрономов было объявлено об открытии планеты HD 113996 b.